# Francisco José Freire

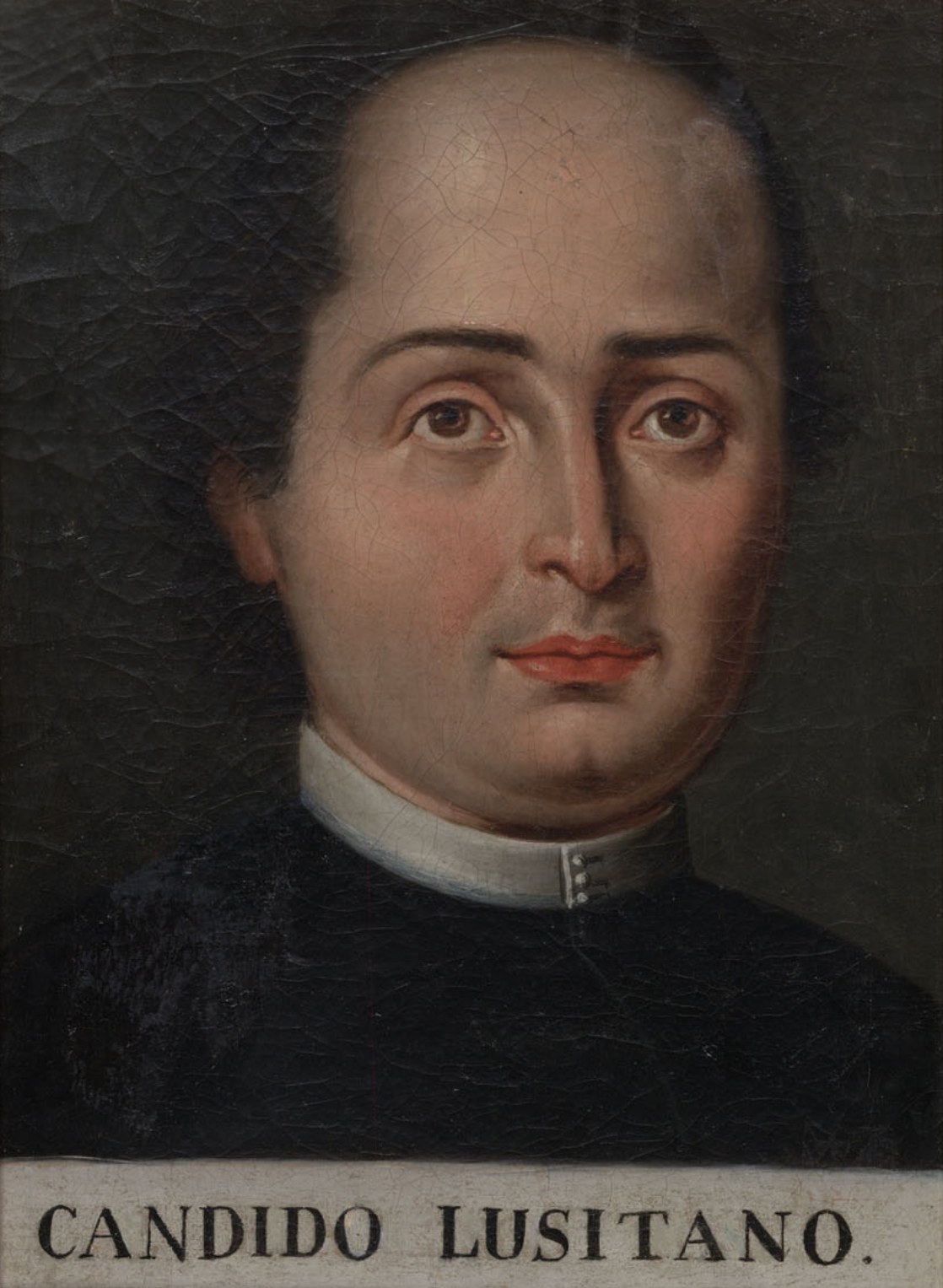
Retrato de Francisco José Freire (Biblioteca Nacional de Portugal)

Francisco José Freire (3 de enero de 1719 - 5 de julio de 1773) fue un historiador y filólogo portugués nacido en Lisboa.
Perteneció a la sociedad monástica de San Felipe Neri, y fue un fervoroso miembro de la asociación literaria conocida como la Academia de Arcadios, realizando una conexión con el pseudónimo elegido por él, Cândido Lusitano. Fue una de las principales figuras del movimiento estético-literario de Arcadía y, como tal, figura prominente en el ámbito de las ideas estéticas en Portugal. Su obra literaria se vio fuertemente ligada a la poesía y la retórica. En efecto, es posible considerar su arte poética como un código esético de los "arcades". 
Freire se vio fuertemente influenciado por las obras de la Antigüedad (como los textos de Aristóteles, Cicerón y Horacio), generando así una vasta obra, en la que es posible comprender su concepto de la poesía, como imitación de la Naturaleza y una teorización aristotélica sobre lo verosímil. En sus textos defendió sus ideas acerca de que la imaginación y la fantasía constituían el alma del género poético. 
Freire contribuyó en gran manera para el mejoramiento del estilo de la literatura portuguesa en prosa, pero sus esfuerzos para realizar una reforma en la poesía del país haciendo la traducción del Ars poetica de Horacio no dieron tantos frutos.
El trabajo en el cual colocó sus opiniones sobre el mal gusto que prevalecía en la literatura prosaica portuguesa se titula Máximas sabre a Arte Oratoria (1745) y es precedido por una tabla cronológica formada por la historia social y física sobre Portugal.
Su trabajo más reconocido es Vida do Infante D. Henrique (1758), el cual se dice que le dio un lugar entre los historiadores de su país. Esta obra fua traducida al francés en 1781.
También escribió un Diccionario poético y una traducción de Athalie, de Jean Racine (1762), y sus Reflexions sur la langue portugaise fue publicado en 1842 por la «Sociedad para la promoción del conocimiento útil de Lisboa».
Freire murió en Mafra el 5 de julio de 1773.

## Pensamiento
Francisco José Freire defendía, contra Verney, que la fantasía y la imaginación eran el alma de la poesía, frente al contexto del 'arte' y del 'juicio'.
Quizá inspirado por L. Moratori, Freire se situó en la polémica del Verdadero Método de Estudiar como un elemento afín a los preceptos neoclásicos. Después de negar la legitimidad de la libertad creativa del barroco, defendida por Feijóo, acentuó el predominio de la lógica sobre la estética. En este sentido, fue uno de los mayores defensores de los cánones del neoclasicismo; quizá el de mayor intensidad, desde Boileau.

## Obras
- Vieira defendido, Lisboa, 1746
- Arte Poética ou Regras da Verdadeira Poesía, Lisboa, 1748
- Ilustração Crítica..., Lisboa, 1751 (texto da polémica verneyana)
- Arte Poética de Quinto Horácio Flacco, Lisboa, 1758
- Dicionário Poético para uso dos que principiam..., Lisboa, 1765
- Reflexões sobre a Língua Portuguesa (ed. de Cunha Rivara), Lisboa, 1842.